# Genfer Psalter

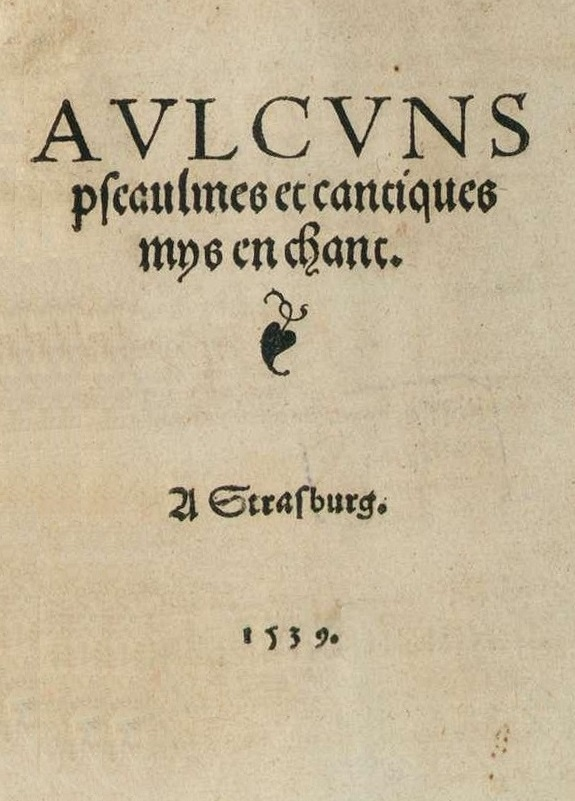
Erste Ausgabe des Genfer Psalter (1539)

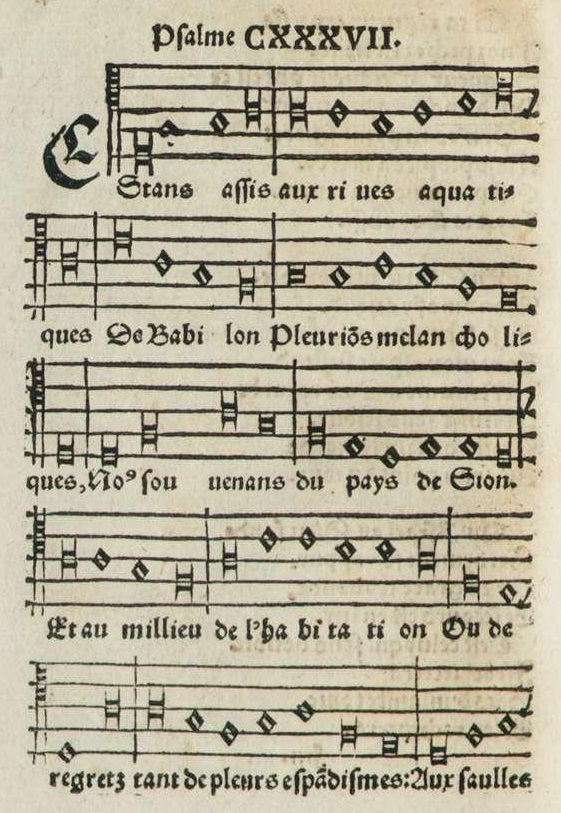
Psalm 137 vom Genfer Psalter (1539)

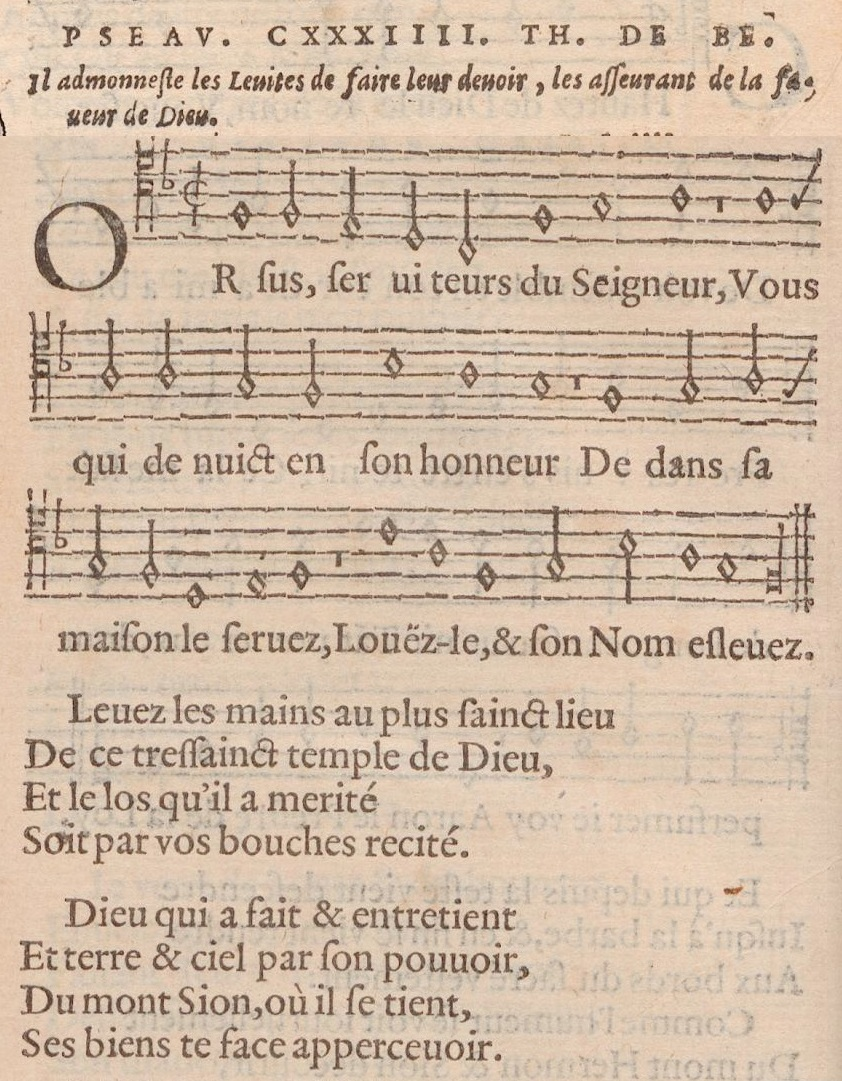
Die Genfer Melodie zum 134. Psalm (1551) gehört zu den weltweit bekanntesten Kirchenmelodien.

Als Genfer Psalter (franz. Psautier de Genève) oder Hugenottenpsalter wird eine Reihe von frühen reformierten Gesangbüchern mit gereimten Psalmtexten in französischer Sprache bezeichnet. Ergänzt wird die Sammlung durch die Zehn Gebote sowie den Lobgesang des Simeon (Nunc dimittis). Frühere Fassungen enthalten auch das Glaubensbekenntnis (Credo).
Der Reformator Jean Calvin, der die Gattung des Psalmlieds in Strassburg kennengelernt hatte, gab dort 1539 eine Sammlung mit Psalmliedern von Clément Marot sowie mit eigenen Psalmdichtungen heraus. 1542, 1543 und 1551 erschienen jeweils erweiterte Ausgaben. Calvin hat später seine eigenen Dichtungen zurückgezogen. Er hat die lyrische Umsetzung dem Dichter Marot überlassen und – nach dessen Tode 1544 – Théodore de Bèze.
Die Psalmen als Textgrundlage zu verwenden war die Entscheidung Calvins – das Wort Gottes sei als einziges für den gottesdienstlichen Gebrauch geeignet. Da jedoch die lateinische mittelalterliche Psalmodie zum «römischen Aberglauben» gehöre, wurde von Calvin die Übertragung des gesamten Psalters in das Französische und in Form des Strophenliedes organisiert. Hierbei durfte der Text (im Gegensatz zu der Praxis Martin Luthers) nur in Gedichtform gefasst, nicht aber erweitert oder gar gekürzt werden.
Guillaume Franc, Loys Bourgeois und Pierre Davantès sind von Pierre Pidoux als die Komponisten der Melodien identifiziert worden. 1562 wurde der eigentliche und endgültige Genfer Psalter herausgegeben, der erstmals eine vollständige Sammlung aller biblischen Psalmen in französischer Sprache und in Gedichtform umfasste, wobei hier wohl allein Davantès die Verantwortung für die musikalische Gestaltung hatte.
Calvin wollte sich zwar zum einen die entflammende Kraft der Musik zu Nutze machen, andererseits schrieb er der Musik aber die Gefahr zu, menschliche Leidenschaften zu wecken. Aus dieser Überlegung heraus forderte er Gravität und Majestät («poids et majesté») in der Musik. Dies schlägt sich in einigen typischen Eigenschaften der Melodien nieder: Sie sind sehr einfach und schlicht gehalten, sowohl in der Rhythmik (meist nur zwei verschiedene Notenwerte) als auch in der Melodieführung (meist nur Schritte oder kleine Tonsprünge). Ligaturen wurden nach Möglichkeit vermieden, der Dreierrhythmus (Tanzrhythmus!) war ebenso verboten wie die Punktierung. Die Melodien entstammen unterschiedlichen Quellen. Einige haben ihren Ursprung im gregorianischen Choral, andere in der Volksmusik, und einige sind – ungeachtet der theologischen Spannungen – von lutherischen Liedern übernommen.
Durch schlichte vierstimmige Chorsätze von Claude Goudimel, bei denen der Tenor den cantus-firmus-Part übernahm, erreichte der Genfer Psalter große Verbreitung in den reformierten Kirchen. Auch von Claude Le Jeune stammen Chorsätze zum Psalter. Diese Bearbeitungen entsprachen allerdings nicht Calvins ursprünglicher Idee, da er den mehrstimmigen Gesang in der Kirche sogar verboten hatte.
Noch vor Ende des Jahrhunderts war der Psalter in zahlreiche Sprachen wie das Deutsche, Niederländische und Englische übersetzt. Ambrosius Lobwasser gab 1573 eine deutsche Übersetzung des Genfer Psalters heraus. Sie wurde das maßgebliche Gesangbuch der deutschsprachigen reformierten Gemeinden, bis sie zur Zeit des Rationalismus durch die Psalmdichtungen von Matthias Jorissen (1798) verdrängt wurde.
Der Genfer Psalter ist in Deutschland bis heute im Gebrauch der EKD. Ein paar der Texte wurden modernisiert, und so finden sich heute im EGref Texte von z. B. Alfred Rauhaus oder Gerhard Fooken.

## Popularmusikalische Aufarbeitung
Die Evangelisch-reformierte Landeskirche in Deutschland ließ zum Reformationsjubiläum 2017, wie bereits zum 500. Geburtstag des Reformators Johannes Calvin im Jahr 2009, Hugenottenpsalmen neu vertonen und arrangieren. Unter dem Titel „Sein Lob wird euch entflammen“ arrangierte der Berliner Kirchenmusiker Michael Schütz 17 Psalmen für sieben Liederbücher (Versionen für Chöre, Bläserensembles, Orgel, Gitarre und Schlagzeug sowie Bands).
In einem Konzert am 12. Oktober 2014 stellte die Landeskirche unter der Präsidentschaft von Martin Heimbucher und musikalischer Leitung der Landesposaunenwartin Helga Hoogland die neu arrangierten Psalmen und ihre Einsatzmöglichkeiten in Emden (Ostfriesland) vor. Am 28. Juni 2015 präsentierten die an Aufnahmen beteiligten Musiker eine Audio-CD während eines öffentlichen Konzertes in der Alten Kirche am Markt (Nordhorn).
Vom 3. bis 5. Juni 2016 organisierte der EPiD den zweiten Evangelischen Deutschen Posaunentag (DEPT 2016) in Dresden. Bei der Ermittlung der „Top Ten Posaunenchor-Hits der letzten 1000 Jahre“ erreichte Michael Schütz Arrangement zu Psalm 71 – Herr, Du bist meine Hilf auf Erden – den vierten Platz unter 63 ermittelten Finalisten und nach Wahl durch 1.913 Posaunenchöre.
Die 17 Kompositionen von Michael Schütz können sowohl zu 30 Psalmen als auch zu 20 Liedern des EG-Stammteils musiziert werden.
| Hauptpsalm und Titel                                       | gleiche Melodie                                                | Melodieursprung                   | Neubereimung                     | Popularversion |
| ---------------------------------------------------------- | -------------------------------------------------------------- | --------------------------------- | -------------------------------- | -------------- |
| Psalm 8 – Herr, unser Gott, dein Name sei gepriesen        | EG (Stammteil): 160, 271, 309, 392, 462                        | Straßburg/Genf (1542) Genf (1551) | Alfred Rauhaus (1991)            | 2013           |
| Psalm 23b – Gott ist mein Hirt, an Gutem fehlt’s mir nicht | Psalm: 74, 116                                                 | Genf (1562)                       | Petrus Georg Bartels (1832–1907) | 2008           |
| Psalm 25 – Meine Seele steigt auf Erden                    | EG (Anhang West): 615                                          | Genf (1551)                       | Matthias Jorissen (1793)         | 2008           |
| Psalm 33 – Jauchzet alle, Gott sei hoch erhoben            | EG (Anhang West): 616 Psalm: 67                                | Genf (1551)                       | Matthias Jorissen (1793)         | 2013           |
| Psalm 42 – Wie der Hirsch bei schwülem Wetter              | EG (Stammteil): 524, 298 Psalm: 126                            | Genf (1551)                       | Matthias Jorissen (1793)         | 2008           |
| Psalm 62 – In Gott ist meine Seele still                   | EG (Anhang West): 614 Psalm: 24, 95, 111                       | Straßburg/Genf (1542) Lyon (1548) | Matthias Jorissen (1793)         | 2013           |
| Psalm 68 – Erhebet er sich, unser Gott                     | EG (Stammteil): 76, 90, 127, 281 Psalm: 36                     | Genf (1551)                       | Matthias Jorissen (1793)         | 2008           |
| Psalm 71 – Herr, du bist meine Hilf auf Erden              | EG (Stammteil): 255, 490 EG (Anhang West): 532, 683 Psalm: 140 | Lyon (1548)                       | Schaffhauser Psalmenbuch (1663)  | 2008           |
| Psalm 84 – Wie lieblich schön, Herr Zebaoth                | EG (Stammteil): 282                                            | Genf (1562)                       | Matthias Jorissen (1793)         | 2008           |
| Psalm 98 – Singt, singt dem Herren neue Lieder             | EG (Stammteil): 245, 250, 279, 286, 294 Psalm: 66, 118         | Genf (1551)                       | Matthias Jorissen (1793)         | 2008           |
| Psalm 105 – Dank, dank dem Herrn                           | EG (Stammteil): 290                                            | Genf (1562)                       | Matthias Jorissen (1793)         | 2013           |
| Psalm 107 – Dankt, dankt dem Herrn                         | EG (Anhang West): 627                                          | Genf (1551)                       | Matthias Jorissen (1793)         | 2013           |
| Psalm 119 – O selig sind, die in Aufrichtigkeit            | –                                                              | Genf (1551)                       | Matthias Jorissen (1793)         | 2008           |
| Psalm 124 – Sing, Gottes Volk                              | –                                                              | Genf (1551)                       | Matthias Jorissen (1793)         | 2013           |
| Psalm 138 – Mein ganzes Herz erhebet dich                  | EG (Anhang West): 634                                          | Genf (1551)                       | Matthias Jorissen (1793)         | 2013           |
| Psalm 142 – Ich schrei zum Herrn mit lauter Stimm          | Psalm: 100, 131                                                | Genf (1551)                       | Matthias Jorissen (1793)         | 2013           |
| Psalm 150 – Halleluja Gott dem Herrn                       | –                                                              | Genf (1562)                       | Matthias Jorissen (1793)         | 2014           |